# ヴィエステ
ヴィエステ  (ナポリ語: Vìst)、イタリア語:Vieste)(イタリア語: [ˈvjɛste];)は、イタリア共和国プッリャ州フォッジャ県にある、人口約14,000人の基礎自治体（コムーネ）。

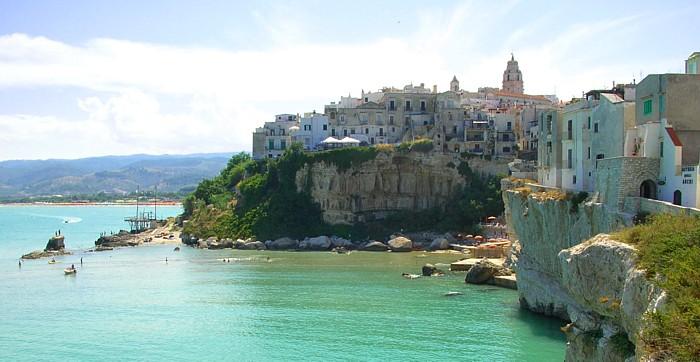
ヴィエステの街並み

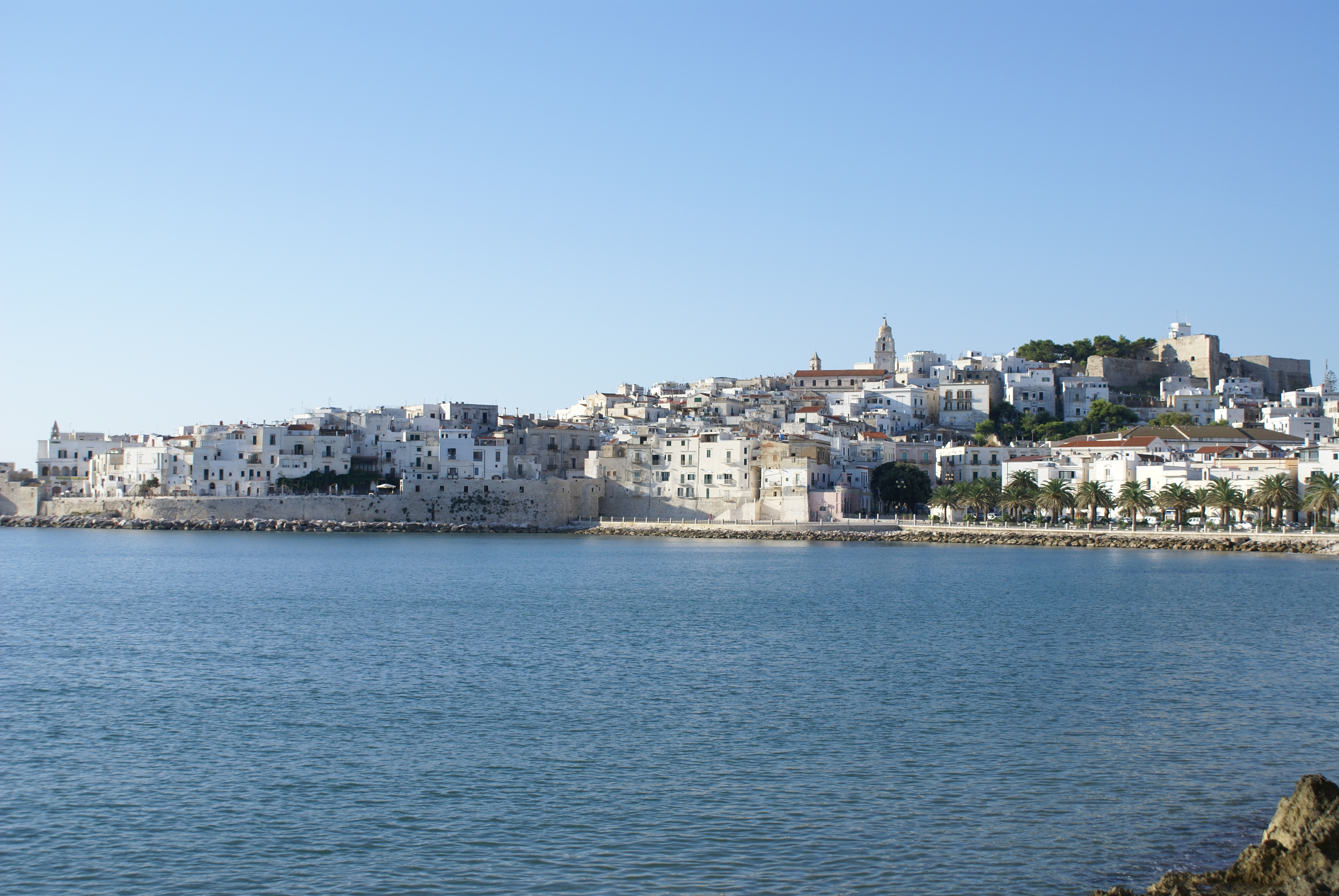
港からの眺望

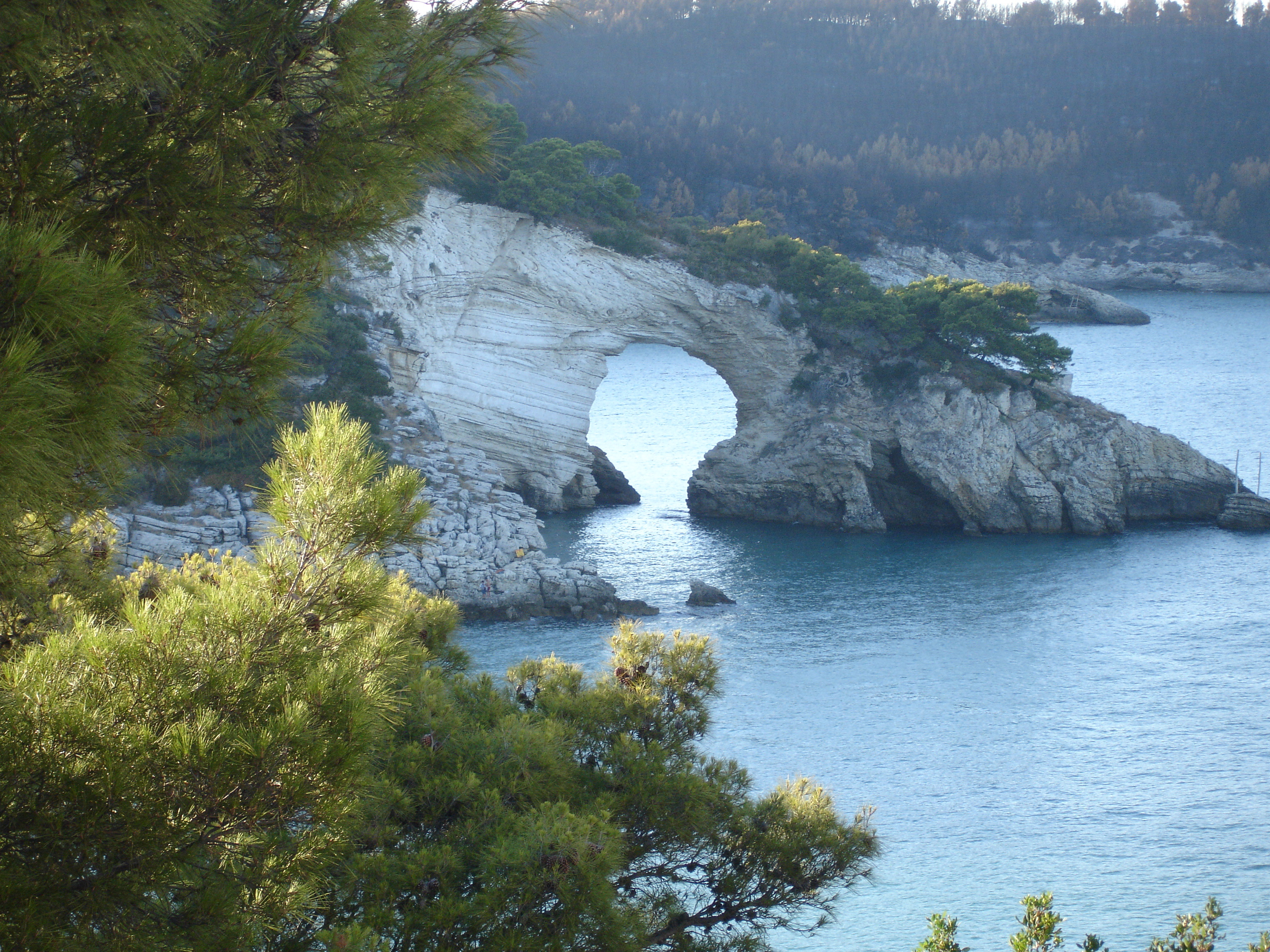
侵食されたヴィエステの海岸

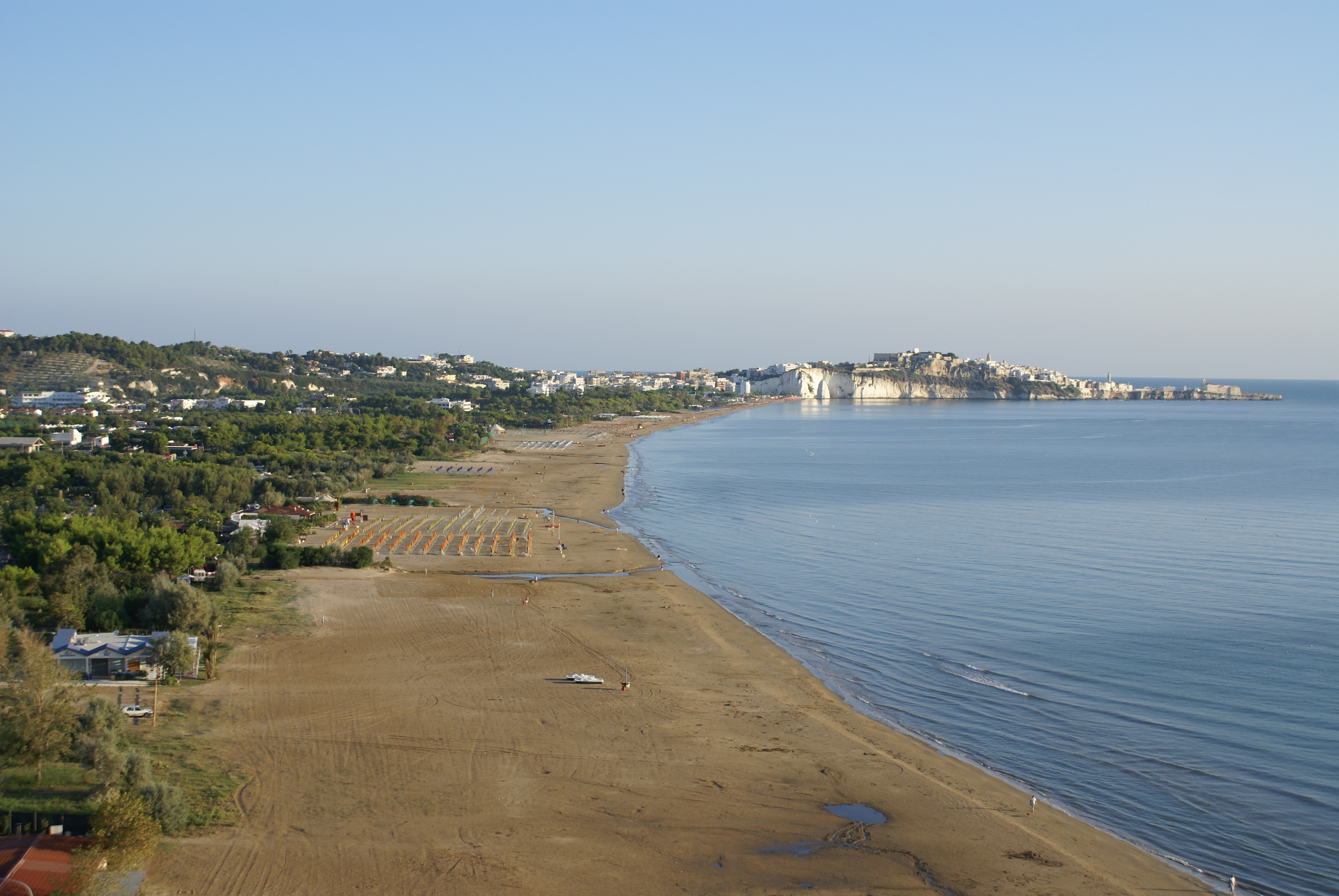
海岸から見たヴィエステ

## 地理

### 位置・広がり

#### 隣接コムーネ
隣接するコムーネは以下の通り。
- マッティナータ
- モンテ・サンタンジェロ
- ペスキチ
- ヴィーコ・デル・ガルガーノ

## 歴史
ヴィエステ港は中世の時サラセン人の海賊や、ナポリ王国といった敵対勢力に屡々攻撃されていた。1554年になると、大凡7,000人ものヴィエステの住民、特に高齢者やひ弱な者らがトルコ人によって奴隷にされた。これを追悼する儀式は毎年行われる。

## 見所
- ヴィエステ灯台（英語版）